# Lawrence od Arabije (1962.)
Lawrence od Arabije (eng. Lawrence of Arabia) slavni je pustolovno-povijesni epski film iz 1962. kojeg je režirao David Lean. To je ujedno i nadimak za T. E. Lawrencea kojemu su dali Arapi. Radnja se vrti oko stvarnog događaja, dolaska britanskog časnika Lawrencea (glumi ga Peter O'Toole) na Arapski poluotok te njegovo vođenje Arapskog ustanka protiv Osmanlija. "Lawrence od Arabije" je s vremenom stekao status klasika te se nalazi na popisu 250 najboljih filmova kinematografije na IMDb-u.

## Filmska ekipa
Režija: David Lean
Glume: Peter O'Toole (T. E. Lawrence), Omar Sharif (Sherif Ali), Anthony Quinn (Auda), Alec Guinness (Princ Fejsal), Claude Rains (Gospodin Dryden) i drugi.

## Radnja
Prvi svjetski rat. T. E. Lawrence mladi je činovnik u jednoj britanskoj vojnoj bazi u Egiptu. Fasciniran je orijentalnom kulturom te se dosađuje na svojem poslu. Jednog dana dobiva zadatak otići duboko u Arapski poluotok, pronaći princa Fejsala i "procijeniti situaciju". Oduševljen zadatkom, Lawrence tamo upoznaje princa i Sherifa Alija te shvaća da se Arapi međusobno bore i da tako gube borbu protiv Turaka koji zauzimaju sve veći teritorij Arapskog poluotoka. Lawrence uspijeva ujediniti Arape i u velikoj bitci zauzeti grad Aqabu te tako postaje slavni borac. 
I kasnije mu akcije donose uspjeh, sve dok ne postaje zatočen i mučen u gradu Der'a, gdje je izgubio entuzijazam za ulogu vođe. Ipak, britanska ga vojska uspije nagovoriti da po posljednji put vodi arapsku ustanak i osvoji Damask, što Lawrence i uspijeva, no dopustio je i masakr nad Osmanlijama. Kada je obavio svoju ulogu, britanska ga vojska unaprijedila u pukovnika i udaljila, te u tajnom dogovoru s Fejsalom preuzima vodstvo nad Damaskom pošto su arapska plemena još uvijek u svađi. Lawrence je odvezen džipom natrag u Britaniju, a na putu ga Arapi čak niti ne prepoznaju.

## Nagrade
- Osvojena 5 Zlatna globusa (najbolji film, režija, fotografija, sporedni glumac i nova zvijezda Omar Sharif) i jedna nominacija (najbolja nova zvijezda Peter O'Toole).
- Osvojeno 7 Oscara (najbolji film, režija, scenografija, fotografija, montaža, glazba, zvuk) i 3 nominacije (najbolji glavni glumac Peter O'Toole, sporedni glumac Omar Sharif, scenarij).
- Osvojene 4 BAFTA-e (najbolji glavni glumac Peter O'Toole, film, britanski film i scenarij).

## Zanimljivosti
- David Lean je isprva htio da Albert Finney igra glavnu ulogu, ali je on odbio. Tako je angažiran nepoznati Peter O'Toole koji je nakon toga postao zvijezda.
- U cijelom filmu nema nijedne ženske uloge.
- Skoro svaki pokret u filmu kreće se s lijeva na desno.
- Prije premijere, film je skraćen za 20-ak minuta jer su se producenti bojali da je predugačak. Godine 1989. cijeli je film u potpunosti restauriran, a Peter O'Toole je osobno sinkronizirao svoje dijaloge u izgubljenom materijalu.
- Steven Spielberg je izjavio da mu je ovo uvijek bio jedan od najdražih filmova.
- Filmska verzija o T. E. Lawrenceu planirala se još od 1926., no bezuspješno. Godine 1960. Michael Wilson je konačno uspio uvjeriti Lawrenceovog brata da proda filmska prava Spikeu Spiegelu.
- Kako bi se snimila scena u kojoj se pojavljuje lik Omara Sharifa na horizontu pustinje, upotrijebljena je posebna Panavisionova leća od 482 mm.
- Alec Guinness je htio igrati Lawrencea, ali ga je Lean uvjerio da je prestar. Ipak, dobio je ulogu princa Fejsala.
- Producent Spiegel je isprva htio da Cary Grant igra generala Allenbya.
- Film se snimao u Španjolskoj, Maroku i Jordanu.

## Teme
Jedna od prevladavajućih tema filma je izolacija te pronalaženja svojeg identiteta i mjesta u svijetu. Glavni protagonist Lawrence neobična je osoba koja želi negdje pripadati, ali ne uspijeva ostvariti svoj cilj. Njegov identitet namjerno je ostavljen podvojen – iako je britanski časnik, voli arapsku kulturu pa kada postaje vođa pobunjenih Arapa misli da je jedan od njih, ali na kraju je poslan natrag u Britaniju, a lokalni Arapi niti ga prepoznaju na ulici. Isto tako, tijekom filma ne zna se je li junak ili gubitnik, pobjednik ili tragična figura, vlasnik svoje sudbine ili samo pijun velikih moči, a sugerira se da je potiskivao da je bio gay te da nije znao ni s kim ostvariti vezu.

## Kritike
"Lawrence od Arabije" smatra se jednim od najboljih filmova 20. stoljeća. Kritičari su najviše hvalili epsku režiju Davida Leana, osebujne krajolike pustinje, čarobnu uvodnu glazbu Mauricea Jarrea, kompleksnu ličnost glavnog junaka. No, bilo je i kritičara (u manjini) koji su film pokudili i ocijenili ga zastarjelim i ukočenim. Udruga Urban Cinefile Critics u svojoj je recenziji napisala: "Ako se jedno ovakvo djelo može gledati i nakon 35 godina i dalje očaravati svojim spektaklom i dramom, onda se sigurno može nazvati klasikom", dok je Michael Wilmington napisao: "To je zapanjujući, neponovljiv ep". Michael Dequina je napisao: "Veličina i razmjer produkcije su samo jedan od faktora koji čine pravi ep, kao što dokazuje ovaj film... Uz sve zapanjujuće kadrove pustinjskih dina po vjetru i borbenih sekvenci u kojima nastupaju stotine statista, ovo je studija o čovjeku s dubokim unutrašnjim sukobom; između dvije kulture, ali i između svoje misije spasitelja i iznenađujuće žeđi za krvlju". 
Roger Ebert je utvrdio: "... Film sugerira da je Lawrence djelovao manje zbog patriotizma koliko zbog želje da odbaci konvencionalnu britansku kulturu, izabravši da se identificira s dozom divljeg u Arapima. Postoji i seksualna komponenta, koja uključuje njegov mazohizam. Lawrence mora da je najčudniji junak koji je ikada stajao u središtu jednog epa. Da bi ga igrao, Lean je pronašao jednog od najčudnijih glumaca, Petera O'Toolea, gotovo nespretnog čovjeka s lijepim licem i načinom govora koji podsjeća istodobno kao da je zabavljen i zbunjen... Postoji scena u filmu kada O'Toole, obučen u potpuno bijelu odjeću pustinjskog šeika, izvodi pobjednički ples na krovu turskog vlaka, te kao da pozira za fotografije za reviju. Ovo je čudna scena jer se čini kao da gotovo slavi gay stereotipove, a opet, nijedan od likova u filmu to ne primjećuje... Ovaj spektakl je iskustvo, a njegove ideje su o stvarima koje se mogu vidjeti i osjetiti, a ne o stvarima koje se mogu izreći".

## Vanjske poveznice
- Lawrence od Arabije u internetskoj bazi filmova IMDb-a
- Rotten-tomatoes.com
- Filmsite.org
- 100 najboljih filmova po TIME magazinu  Arhivirana inačica izvorne stranice od 17. rujna 2006. (Wayback Machine)
- Esej o filmu
- Web stranica o životu pravog Lawrencea  Arhivirana inačica izvorne stranice od 2. studenoga 2006. (Wayback Machine)